# Hexinlusaurus
Hexinlusaurus ("ještěr čínského paleontologa He Xin Lua") byl rod býložravého ptakopánvého dinosaura. Žil v období střední jury (asi před 165 miliony let) na území dnešní Číny. Holotyp (ZDM T6001) sestává z téměř kompletní lebky a částí postkraniálního materiálu, získaného z terestrických pískovců souvrství Šačimiao v Dašanpu. Ze stejného prostředí pochází také sauropod rodu Shunosaurus, teropod Gasosaurus a stegosaur Huayangosaurus. Hexinlusaurus byl původně popsán jako druh rodu Yandusaurus, v roce 2005 byl však překlasifikován jako samostatný rod.

## Popis
Jednalo se o malého a rychlonohého býložravce ze skupiny ptakopánvých dinosaurů. Jeho délka dosahovala přibližně 1,2 až 1,8 metru.